# Philosepedon atschitaricus
Philosepedon atschitaricus är en tvåvingeart som beskrevs av Vaillant och Joost 1983. Philosepedon atschitaricus ingår i släktet Philosepedon och familjen fjärilsmyggor. Inga underarter finns listade i Catalogue of Life.